# Om Yun-chol
Om Yun-chol (Chongjin, 18 novembre 1991) è un sollevatore nordcoreano, vincitore della medaglia d'oro olimpica a Londra 2012 nella categoria 56 kg.
È diventato il quinto uomo a sollevare tre volte il proprio peso.

## Palmarès
- Giochi olimpici

Londra 2012: oro nei 56 kg.
Rio de Janeiro 2016: argento nei 56 kg,
- Mondiali

Breslavia 2013: oro nei 56 kg.
Almaty 2014: oro nei 56 kg.
Houston 2015: oro nei 56 kg.
Aşgabat 2018: oro nei 55 kg.
Pattaya 2019: oro nei 55 kg.
- Giochi asiatici

Incheon 2014: oro nei 56 kg.
Giacarta 2018: oro nei 56 kg.
- Campionati asiatici

Astana 2013: oro nei 56 kg.